# Mademoiselle Rose et Charlemagne
Mademoiselle Rose et Charlemagne (Precious Pupp) est une série télévisée d'animation américaine en 26 épisodes de 6 minutes, produite par Hanna-Barbera, diffusée du 2 octobre 1965 au 7 septembre 1967 sur le réseau NBC.
En France, la série a été diffusée pour la première fois le 21 novembre 1977 sur Antenne 2 dans l’émission Dorothée et ses amis.

## Synopsis
Le chien Charlemagne vit chez Mademoiselle Rose, une douce vieille dame à lunettes qui l'aime et le gâte. Moderne, Mademoiselle Rose conduit un scooter et emmène souvent Charlemagne en balade. Ce qu'elle ignore, c'est que son chien bien-aimé est en réalité un roublard qui fait semblant d'être le plus gentil toutou du monde. Dès que sa maîtresse a le dos tourné, il enchaîne les fourberies, jouant des tours aux hommes comme aux animaux. Amusé par son propre machiavélisme, Charlemagne rit sous cape à chacune de ses perfidies (car il ne parle pas). Malin, il parvient toujours à dissimuler ses sournoiseries à la naïve Mademoiselle Rose.

## Fiche technique
- Titre original : Precious Pupp
- Titre français : Mademoiselle Rose et Charlemagne
- Réalisateur : Joseph Barbera, William Hanna
- Scénaristes : Dalton Sandifer, Warren Foster, Michael Maltese, Tony Benedict
- Production : Joseph Barbera, William Hanna
- Sociétés de production : Hanna-Barbera Productions
- Musique : Ted Nichols
- Pays d'origine : États-Unis
- Langue : anglais
- Nombre d'épisodes : 26 (2 saisons)
- Durée : 6 minutes
- Dates de première diffusion :
- États-Unis : 2 octobre 1965
- France : 9 juin 1980

## Distribution

### Voix françaises
- Paule Bayard : Mademoiselle Rose
- Roland Chenail : Médor le bouledogue
- Jean-Louis Millette : M. Breau

 Source et légende : version québécoise (VQ) sur Doublage.qc.ca

### Voix originales
- Don Messick - Charlemagne (Precious Pupp en vo) ; le bouledogue Médor (chien de la voisine de Mademoiselle Rose) ; le Policier
- Janet Waldo - Mademoiselle Rose (Granny Sweet en vo)
- Henry Corden - le cambrioleur

## Épisodes
1. Precious Jewels
2. Doggone Dognapper
3. Bites and Gripes
4. Queen of the Road
5. Crook Out Cook Out
6. Next of Kin
7. Bowling Pinned
8. Poodle Pandemonium
9. Dog Tracks
10. Sub-Marooned
11. Lady Bugged
12. Test in the West
13. Bones And Groans
14. Girl Whirl
15. Butterfly Nut
16. Precious Bone
17. The Bird Watcher
18. Dog Trained
19. Oliver Twisted
20. Pup Skip and Jump
21. A Grapple for the Teacher
22. Pot Time Work
23. A Fiend In Need
24. Ski Sickness
25. Mascot Massacre
26. A.M. Mayhem